# Mesure régulière
En théorie de la mesure, une mesure régulière est une mesure sur un espace topologique séparé mesuré qui vérifie deux propriétés qui lient mesure et topologie.
Quelques énoncés qui posent des conditions topologiques assez couramment remplies permettent de garantir la régularité d'une mesure de Borel.

## Définition
Une mesure (positive) {\displaystyle \mu } définie sur une tribu contenant la tribu borélienne d'un espace séparé X est dite régulière lorsqu'elle est à la fois intérieurement régulière et extérieurement régulière, c'est-à-dire lorsque :
1. pour tout élément {\displaystyle A\subset X} de la tribu, {\displaystyle \mu (A)=\sup\{\mu (K)\,\mid \,K{\hbox{ compact contenu dans }}A\}} ;
2. pour tout élément {\displaystyle A\subset X} de la tribu, {\displaystyle \mu (A)=\inf\{\mu (O)\,\mid \,O{\hbox{ ouvert contenant }}A\}}.

## Variantes
Diverses sources exigent en outre d'une « mesure régulière » d'être une mesure de Borel.

## Des conditions topologiques qui garantissent la régularité
Deux résultats assurent la régularité des mesures sur deux grandes familles d'espaces.
Théorème : sur un espace localement compact dans lequel tout ouvert est σ-compact, toute mesure de Borel est régulière.
La condition topologique de ce théorème peut paraître assez technique, mais elle est entraînée par des hypothèses plus familières : ainsi peut-on vérifier qu'elle sera remplie par un espace localement compact séparé à base dénombrable, et a fortiori par un espace métrique compact.
Théorème : sur un espace polonais toute mesure borélienne finie est régulière.